# Crise écologique
 (février 2023).
- Si vous ne connaissez pas le sujet, laissez ce bandeau (vous pouvez alors contacter les auteurs).
- Si vous supprimez le contenu mis en cause (vous pouvez préalablement contacter les auteurs),

argumentez précisément cette suppression dans la page de discussion
(un manque de référence n'est pas un argument ; une recherche réelle de référence doit avoir été effectuée, être formellement documentée).

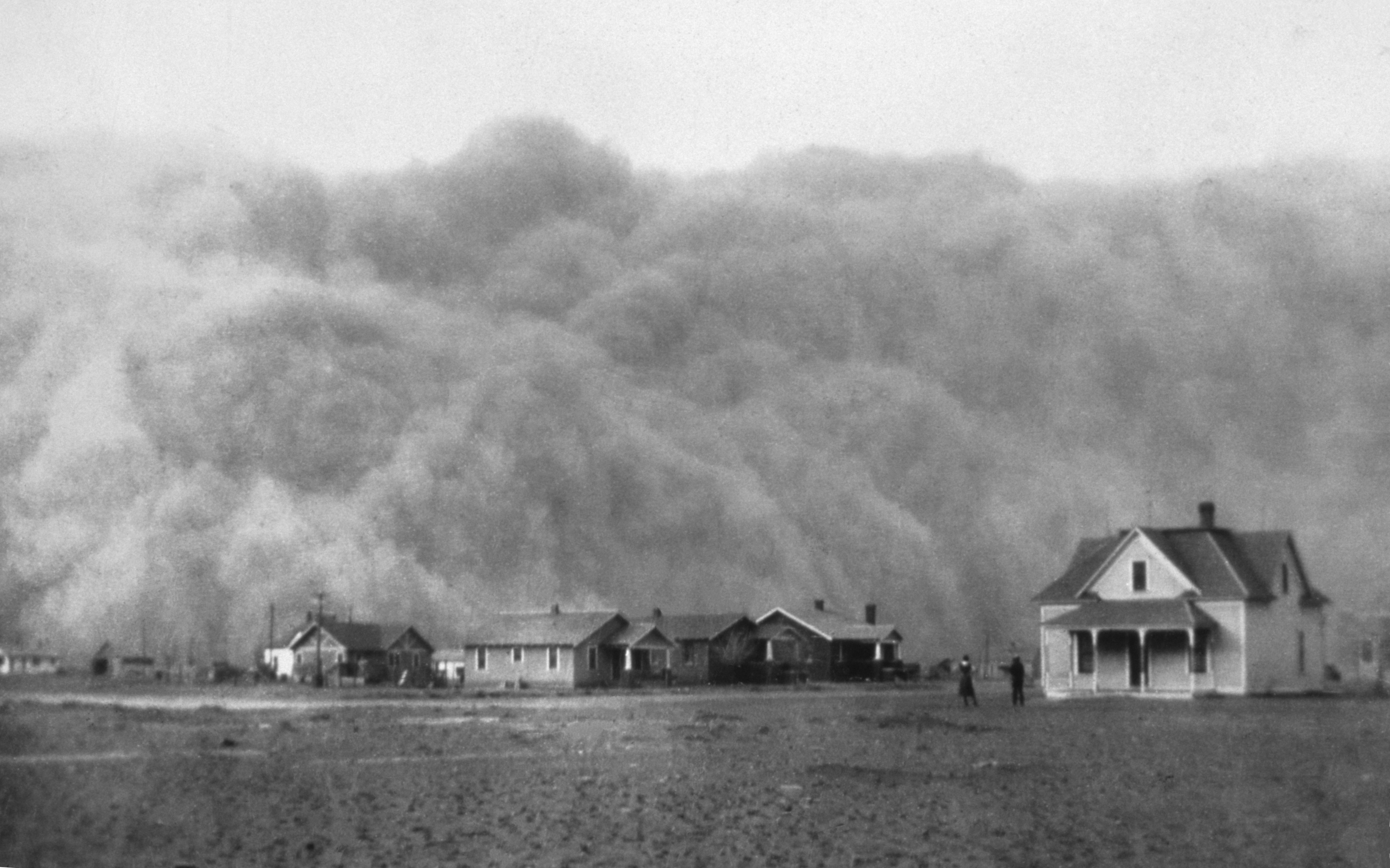
Effets du Dust Bowl : tempête de poussière dans le Texas en 1935.

En écologie, une crise écologique ou crise environnementale se définit en tant qu'érosion pérenne de la biodiversité d'un écosystème ou d'une espèce donnée dont l'impact sur le reste de l'écosystème considéré altère définitivement les ressources au sein de cet écosystème ou la résilience de cette espèce. En particulier, l'atteinte de certains taxons clefs peut être déterminante dans la sévérité d'une crise écologique, parfois plus que la perte d'un nombre plus important de taxons mineurs (ainsi, les coléoptères forment l'un des taxons les plus diversifiés de la faune actuelle, pourtant la disparition des abeilles porterait un coup bien plus sévère à la survie de nombreux écosystèmes que la disparition de tous les coléoptères). On connaît les crises écologiques entre autres en tant qu'extinctions massives, qu'elles soient globales comme l'extinction Permien-Trias ou locales comme l'appauvrissement du lac Victoria à la suite de l'introduction de la perche du Nil. Une crise écologique survient lorsque le milieu de vie d'une ou plusieurs espèces ou d'une population évolue de façon défavorable à la survie des individus.
Depuis la fin du XXe siècle et le début du XXIe siècle, les crises écologiques se sont multipliées, pour former, avec le réchauffement climatique et la perte de biodiversité notamment, une crise écologique globale, dont les causes restent discutées. Quoi qu'il en soit, l'humanité est confrontée aujourd'hui à une « question écologique » à laquelle les générations présentes ont commencé à répondre par la prise en compte des exigences de développement durable et par des mesures de transition écologique et solidaire. À cette question, les générations futures devront aussi répondre.

## Quelques hypothèses sur les origines possibles des crises écologiques
Une crise écologique peut avoir une ou plusieurs origines.
Il peut s'agir d'un environnement dont la qualité se dégrade par rapport aux besoins de l'espèce, par suite d'une évolution des facteurs écologiques abiotiques.
Par exemple, une augmentation de la température hivernale moyenne locale pourra entraîner la disparition d'une espèce nécessitant une vernalisation, i.e. un besoin de températures fraîches pendant une certaine durée pour permettre la floraison (ce pourrait par exemple être le cas de la mirabelle en Lorraine).
De même, une diminution de la luminosité faisant par exemple à la suite de multiples éruptions volcaniques ou d'une chute météoritique, peut limiter considérablement la biomasse végétale, en raison de la diminution de l'efficacité de l'activité photosynthétique (voir les hypothèses sur l'extinction Crétacé-Paléogène).
Il peut aussi s'agir d'un environnement qui devient défavorable à la survie de l'espèce (ou d'une population) à cause d'une augmentation du nombre de ses prédateurs.
Par exemple, l'éléphant africain est classé espèce en danger en raison d'une chasse intensive pour l'ivoire de ses défenses. Au début du XXIe siècle, le nombre de poissons dans les océans est en diminution en raison de la pêche intensive pratiquée par les bateaux industriels de plus en plus performants.
Il peut aussi s'agir d'un environnement qui devient défavorable à cause d'une augmentation de la compétition interspécifique (entre deux espèces) ou intraspécifique (entre deux races d'une même espèce) pour l'espace ou les sources de nourriture.
Par exemple, des espèces invasives (comme l'algue verte Caulerpa taxifolia en mer Méditerranée), entraînent progressivement la disparition des espèces locales.
Un autre exemple concerne ce qui a été appelé écocide au Viêt Nam : lors du conflit armé entre les États-Unis et le Viêt Nam du Nord, les Américains utilisèrent un défoliant, l'agent orange (contenant de la dioxine), dans l'objectif de détruire la forêt dans laquelle se cachaient les combattants, ou les rizières qui les nourrissaient. La dioxine déversée à l'époque s'est accumulée dans les chaînes trophiques et est encore responsable, 40 ans plus tard, de la naissance d'enfants anormaux, sans membres, voire sans crane ou sans cerveau. Les herbicides utilisés auraient également détruit 2 millions d'hectares de forêts et 500 000 hectares de mangroves remplacés par des savanes.
Enfin, il peut aussi s'agir d'une situation qui devient défavorable à la qualité de vie de l'espèce (ou de la population) à cause d'une trop forte augmentation du nombre d'individus, ce qui impose une forte pression sur son environnement de vie. Il en résulte un goulet d'étranglement de population qui peut soit mener à une spécialisation forcée avec apparition éventuelle de divergences entre sous-populations et élimination des individus présentant des caractères hybrides sous l'effet des pressions environnementales, soit fragiliser la population et diminuer la résilience des générations à venir, voire conduire à l'extinction.

## Manifestations des crises écologiques

### Extinction des espèces

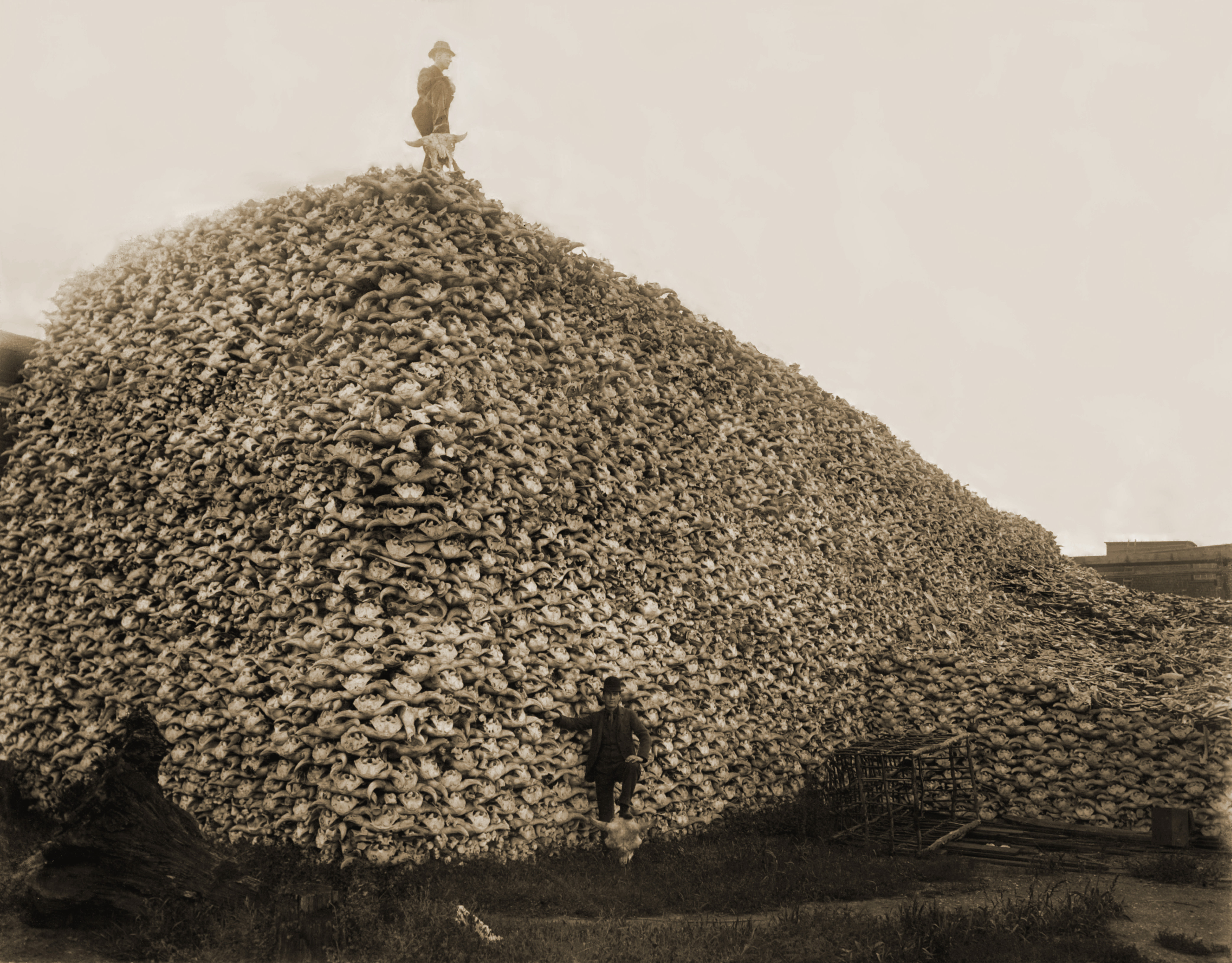
Impacts environnementaux de la chasse : vers 1875, pile de crânes de bisons destinés à la fabrication d'engrais. Parfois les cadavres étaient abandonnés dans la prairie, simplement dépouillés de leur fourrure.

Les crises écologiques peuvent être d'origine anthropique ou naturelle.
Elles peuvent ne concerner qu'une seule ou un petit nombre d'espèces, ou au contraire un très grand nombre d'entre elles ; à cet égard, le déclin des populations d'amphibiens fournit un exemple précis et détaillé affectant une classe entière d'espèces.
Quelle que soit son origine initiale, la disparition d'une ou de plusieurs espèces va souvent entraîner une rupture d'équilibre.

### Crises locales et crise globale
Les crises écologiques peuvent se manifester localement ou bien globalement.
Dans le cas d'une crise locale, seul un écosystème va être touché. Si l'espèce est endémique, la crise écologique pourra entraîner sa disparition. C'est par exemple le cas de plusieurs hominidés, comme les grands singes, dont il ne reste plus que quelques survivants. Une crise écologique locale touche une certaine zone géographique, de taille réduite, par exemple un fleuve, une mer, une île, une écorégion. Elle a des conséquences négatives pour une partie ou la totalité des espèces vivant dans cette région. Un exemple de crise locale peut être une marée noire, telle que celle due au naufrage de l'Erika, ou un incident dans une usine chimique, telle que la catastrophe de Bhopal.
Une crise écologique globale touche l'ensemble de la biosphère, et potentiellement l'ensemble des espèces. Les exemples les plus cités sont le risque de réchauffement climatique lié à l'effet de serre, la perte de biodiversité, le trou de la couche d'ozone lié aux émissions de CFC ou les pluies acides liées aux émissions de soufre. Des crises globales se sont succédé au cours des ères géologiques, parfois dues à des facteurs abiotiques (comme l'extinction Crétacé-Paléogène) ou biologiques (comme l'événement Azolla). Cependant les scientifiques constatent un changement de composition des écosystèmes actuels d'une rapidité sans précédent au cours de l'Holocène, amenant de nombreux spécialistes à considérer la période actuelle comme marquant le début d'une sixième extinction et l'entrée dans l'Anthropocène.

## Conséquences des crises écologiques
Certaines espèces ont colonisé la totalité (ou presque) du globe terrestre, par exemple, l'espèce
humaine, la fourmi, le moustique.
D'autres espèces ne vivent pas sur la totalité du globe terrestre mais sont cependant représentées par un grand nombre de populations disséminées dans des écosystèmes similaires ; c'est le cas du chêne qui existe dans pratiquement toutes les zones tempérées.
Un nombre important d'espèces ne sont représentées que par un petit nombre de populations, en raison d'exigences climatiques assez fortes; c'est le cas par exemple du phoque (pour rappel, une population est un ensemble d'individus appartenant tous à la même espèce, et vivant au même endroit au même moment).
Enfin, l'espèce dite endémique (une espèce endémique à un lieu est une espèce qui ne vit qu'à cet endroit) est représentée par une seule et unique population. La disparition de cette population (par exemple, à cause de la destruction de son unique milieu de vie) entraînera la disparition de l'espèce. La destruction d'une région à endémisme élevé (comportant un grand nombre d'espèces endémiques) provoquera l'extinction d'un nombre significatif d'espèces et est donc particulièrement importante pour la conservation.
Une crise écologique locale peut avoir pour conséquence la mort de nombreux individus, la disparition d'une population, voire d'une espèce si celle-ci était endémique. Selon l'espèce et son rôle dans l'écosystème, cette disparition peut entraîner une rupture plus ou moins importante dans la chaîne alimentaire et avoir un impact variable sur la survie des autres êtres vivants.
Dans le cas d'une crise globale, les conséquences peuvent être beaucoup plus importantes, puisque certaines extinctions ont vu la disparition de plus de 90 % des espèces. Cependant, la disparition de certaines espèces, telles que les dinosaures, en libérant une niche écologique, ont permis le développement et la diversification des mammifères. Une crise écologique a donc paradoxalement favorisé la biodiversité.
Parfois, une crise écologique peut être un phénomène ponctuel et réversible à l'échelle d'un écosystème. Mais plus généralement, les crises écologiques ont un impact majeur à plus long terme. En effet, il s'agit plutôt d'une succession d'évènements qui s'induisent les uns les autres, jusqu'à un certain point de rupture. À partir de ce stade, qui peut correspondre à la mort de nombreux individus et à l'extinction d'une ou plusieurs espèces, le retour en arrière au précédent état de stabilité n'est plus possible, et un nouvel état se mettra progressivement en place.
Si une crise écologique peut être à l'origine d'extinction, elle peut aussi réduire la qualité de vie des individus restant en vie. Ainsi, même si la diversité de la population humaine est parfois considérée menacée (voir en particulier les peuples indigènes), peu s'accordent à envisager la disparition de l'espèce humaine à court terme. Cependant, les maladies épidémiques, les famines, l'impact sur la santé de la dégradation de la qualité de l'air, les crises alimentaires (voir aussi biosûreté ou la sécurité alimentaire), la disparition des milieux de vie (voir écoréfugiés), l'accumulation des déchets toxiques non dégradables, les menaces de disparitions d'espèces phares (telles les grands singes, le panda, la baleine)… sont aussi des facteurs influençant également le bien-être des gens (voir aussi éthique).

## Quelques exemples de crises écologiques

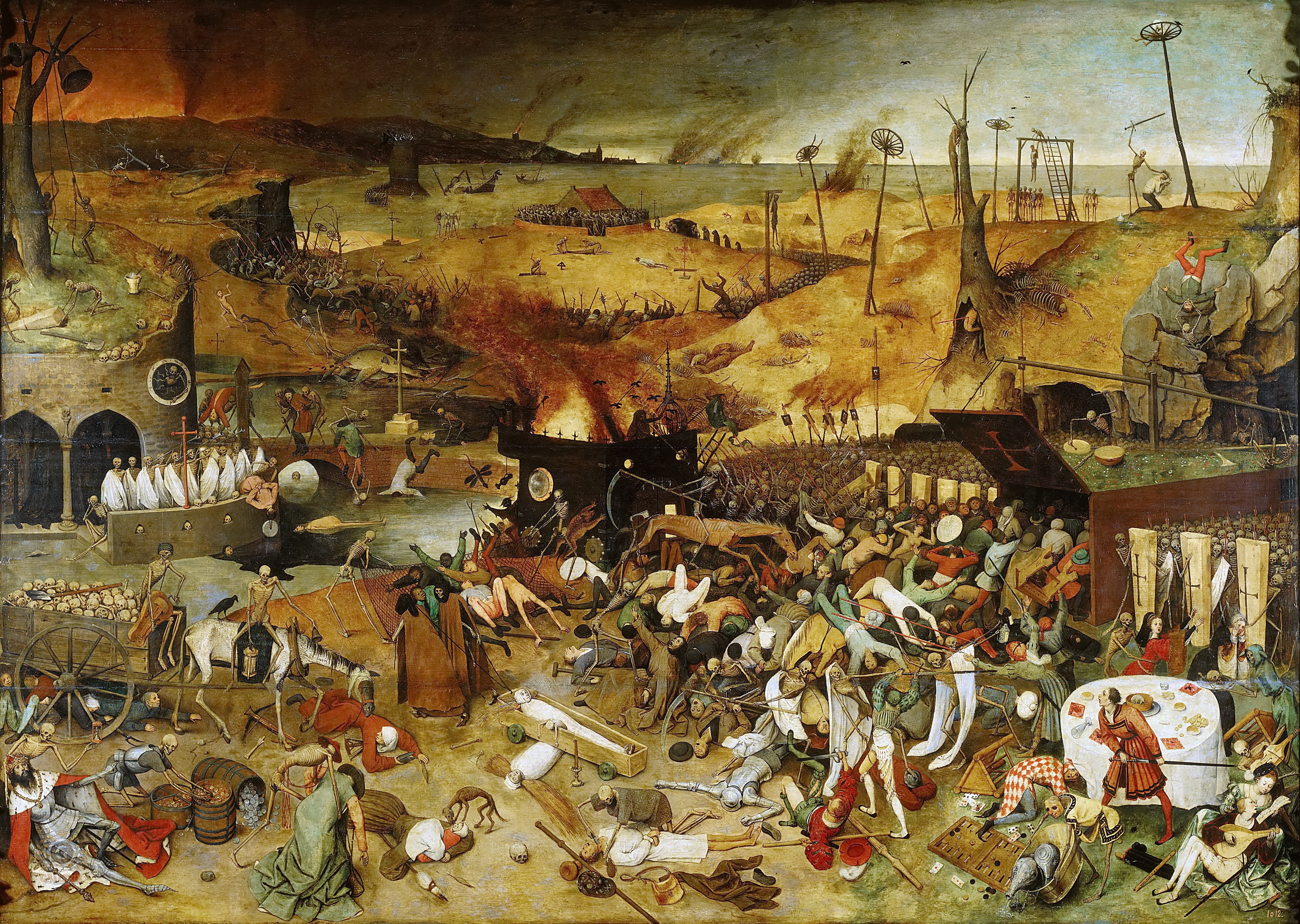
Le Triomphe de la Mort
Peinture de Pieter Brueghel l'Ancien (1562).

### Exemples anciens
Les crises écologiques ne sont pas un phénomène récent. Les géologues ont mis en évidence l'occurrence de multiples crises globales ayant abouti à des extinctions massives d'espèces. Des hypothèses variées pourraient expliquer ces crises, la chute de météores, des modifications de l'activité solaire, la recrudescence de l'activité volcanique, la dérive des continents, les variations de l'eustatisme, les événements anoxiques océaniques, etc. Ces crises biologiques permettent notamment d'établir les grandes coupures de l'échelle des temps géologiques.
Chez l'Homme : Des paléontologues, se basant sur des études de génétique des populations humaines, estiment que l'humanité a déjà failli s'éteindre il y a 70 000 ans en Afrique de l'Est, à cause de sécheresses extrêmes, qui auraient réduit la population humaine à environ 2 000 individus, probablement divisés en petits groupes. Selon eux, les groupes humains se seraient refondus il y a 40 000 ans dans une population unique, pan-africaine, après 100 000 ans de séparation.
Entre 900 et 1700 apr. J.-C., la surexploitation de l'île de Pâques par les Pascuans a provoqué la chute de leur culture et de leur population. Un modèle mathématique a établi que leur population n'aurait pas dû dépasser 2 000 habitants pour qu'ils puissent durablement survivre sur l'île sans épuiser une ressource qui leur était indispensable, le cocotier.

### Exemples récents
Plus récente, la crise écologique européenne du XIVe siècle aboutit à une réduction considérable de la population humaine. Cette crise se produit alors que l'Europe était arrivée à la saturation de sa capacité de charge, compte tenu des techniques agraires connues (l'araire, le brûlis, la vaine pâture) et compte tenu des prélèvements par les seigneurs inactifs de l'époque (féodalisme). Dans cette situation de limitation des ressources alimentaires nécessaires à une population en pleine expansion, l'arrivée de la Grande Peste vers 1346, a entraîné la disparition de plus du tiers de la population européenne. La diffusion du microbe de la peste fut favorisé par les échanges maritimes et le développement urbain de l'époque. À la suite de la diminution de la population, la capacité de charge européenne est redevenue suffisante et la crise a modifié les techniques de production de l'époque, avec l'usage de la charrue en fer et la polyculture élevage (pour laquelle le déchet d'une activité - la bouse - devient l'intrant d'une autre - l'engrais).
Au début du XXIe siècle, de nombreux spécialistes estiment qu'une crise écologique majeure est en train de se produire. Les arguments avancés sont :

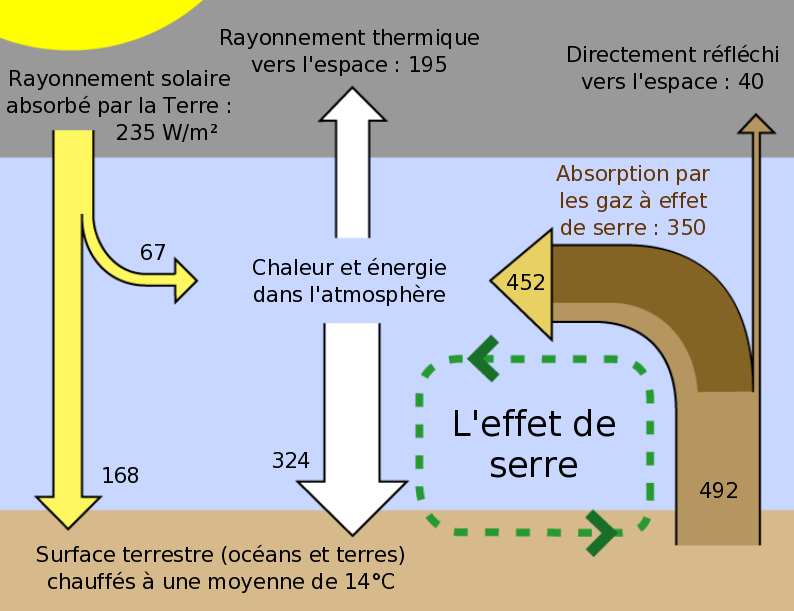
L'effet de serre.

#### Évolutions atmosphériques
Un des problèmes les plus cités est celui relatif au risque de réchauffement climatique lié à l'effet de serre, causé par la forte augmentation du dioxyde de carbone et du méthane dans l'atmosphère. Un réchauffement global pourrait entraîner l'inondation des deltas asiatiques (voir aussi écoréfugiés), la multiplication de phénomènes climatiques extrêmes et l'évolution de la nature et de la quantité des ressources alimentaires à la suite des impacts sur l'activité agricole.
Parmi les autres problèmes globaux, on peut citer le trou de la couche d'ozone (ayant abouti à l'interdiction de l'usage des chlorofluorocarbures (CFC) et autres gaz halogènes utilisés dans les sprays aérosol et les systèmes de réfrigération) ou les pluies acides liées aux émissions de soufre.
L'industrie du transport et de l'automobile porte une part de responsabilité dans le volume de ces émissions de gaz à effet de serre.

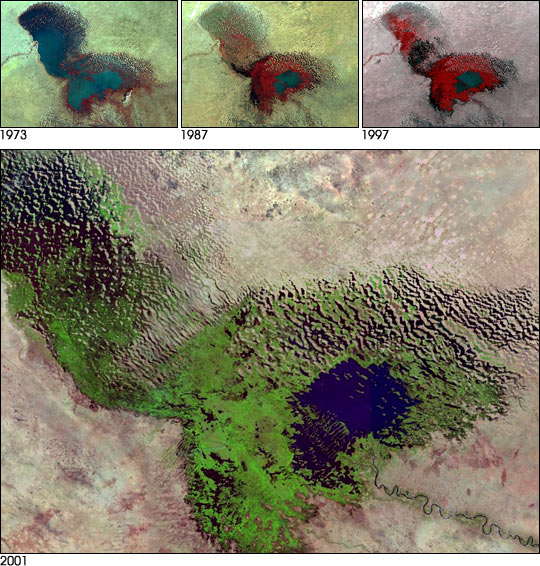
Réduction du lac Tchad, un bassin endoréique.

#### Dégradation, voire la disparition de certains habitats
Dans de nombreuses contrées, la nature originelle a été remplacée par un milieu modifié par l'homme. Ainsi, en Europe, la majeure partie des forêts hercyniennes a été défrichée et remplacée par des cultures intensives, des lacs artificiels aménagés, des landes plantées. Une partie de l'Asie (Est de la Chine, Inde, Asie du Sud-Est…) ainsi que le Moyen-Orient ont également perdu une grande partie de leur habitat originel depuis des siècles, voire des millénaires.
Dans d'autres pays à sol fragile, telle que l'Amazonie, la déforestation de la forêt amazonienne à fin de culture, aboutit fréquemment à des situations de désertification. En effet, les sols amazoniens sont assez pauvres et régulièrement abandonnés trois à quatre ans après le défrichage.
Des marais salants ont été éliminés dans le cadre de la lutte contre les moustiques et pour le développement touristique.
La catastrophe nucléaire de Tchernobyl en 1986 fut à l'origine de l'abandon de grandes surfaces arables et de déplacements massifs des populations humaines. Les conséquences ont été assez inattendues avec dans les régions les plus irradiées et à long terme un effondrement des populations d'insectes et d'arachnides alors que les mammifères ont plutôt prospéré…

De la théorie à la pratique: Il est souvent admis que les scorpions seraient les seuls survivants d'une guerre nucléaire. Certes les insectes et les arachnides résistent très bien à une irradiation aiguë en milieu expérimental. Mais l'accident de Tchernobyl a montré à long terme que leurs populations souffrent plus des retombées que celles des mammifères.

Enfin, des catastrophes maritimes récurrentes aboutissent à la pollution du milieu marin et des littoraux lors des dégazages ou largages d'hydrocarbures (voir Amoco Cadiz par exemple).

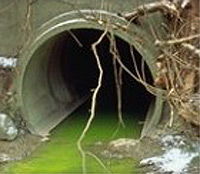
Pollution de l'eau.

#### Évolution de la disponibilité et de la qualité de l'eau
Parmi les questions les plus pressantes figurent celles portant sur la disponibilité en eau et plus particulièrement en eau potable. La démographie galopante est à l'origine, localement, de surpopulation, elle entraîne d'une part des besoins croissants en eau (également lié à une augmentation de la qualité de la vie) et d'autre part des difficultés croissantes à gérer les pollutions de l'eau qui ne peuvent plus être prises en compte par le milieu naturel.

#### Évolution de la production de déchets

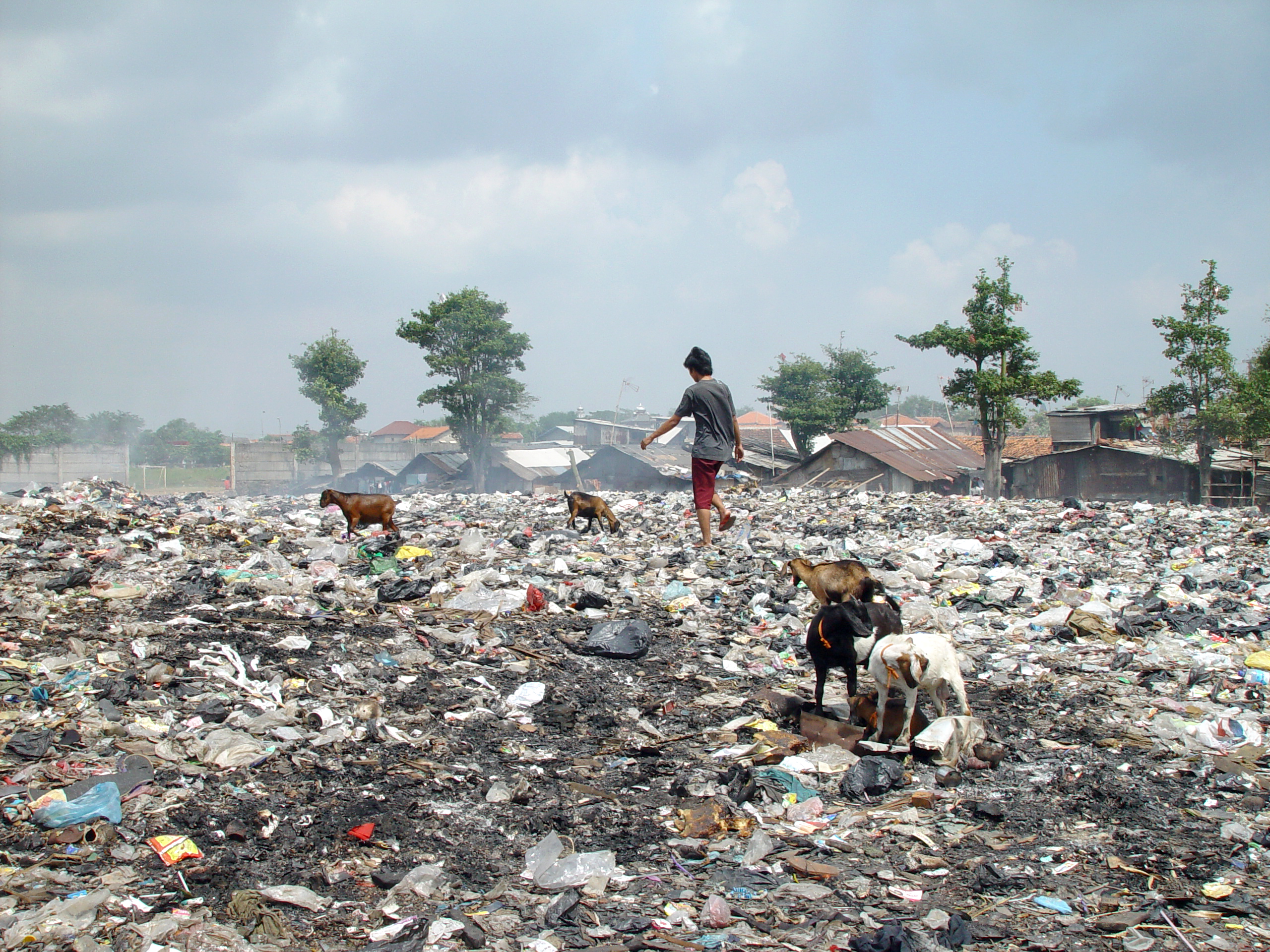
Mode de vie dans un bidonville de Jakarta.

De façon similaire se pose le problème croissant de la gestion des déchets, en particulier dans les pays industriels. Les dernières décennies du XXe siècle ont vu l'augmentation du nombre de déchets, dont en particulier les déchets toxiques (tel que la dioxine), les déchets ultimes de l'industrie nucléaire ou plus simplement de grandes quantités de déchets non-biodégradables. Ces déchets peuvent être à l'origine de cancers dans les populations. Dans certains pays, des décharges publiques gigantesques se sont développées.

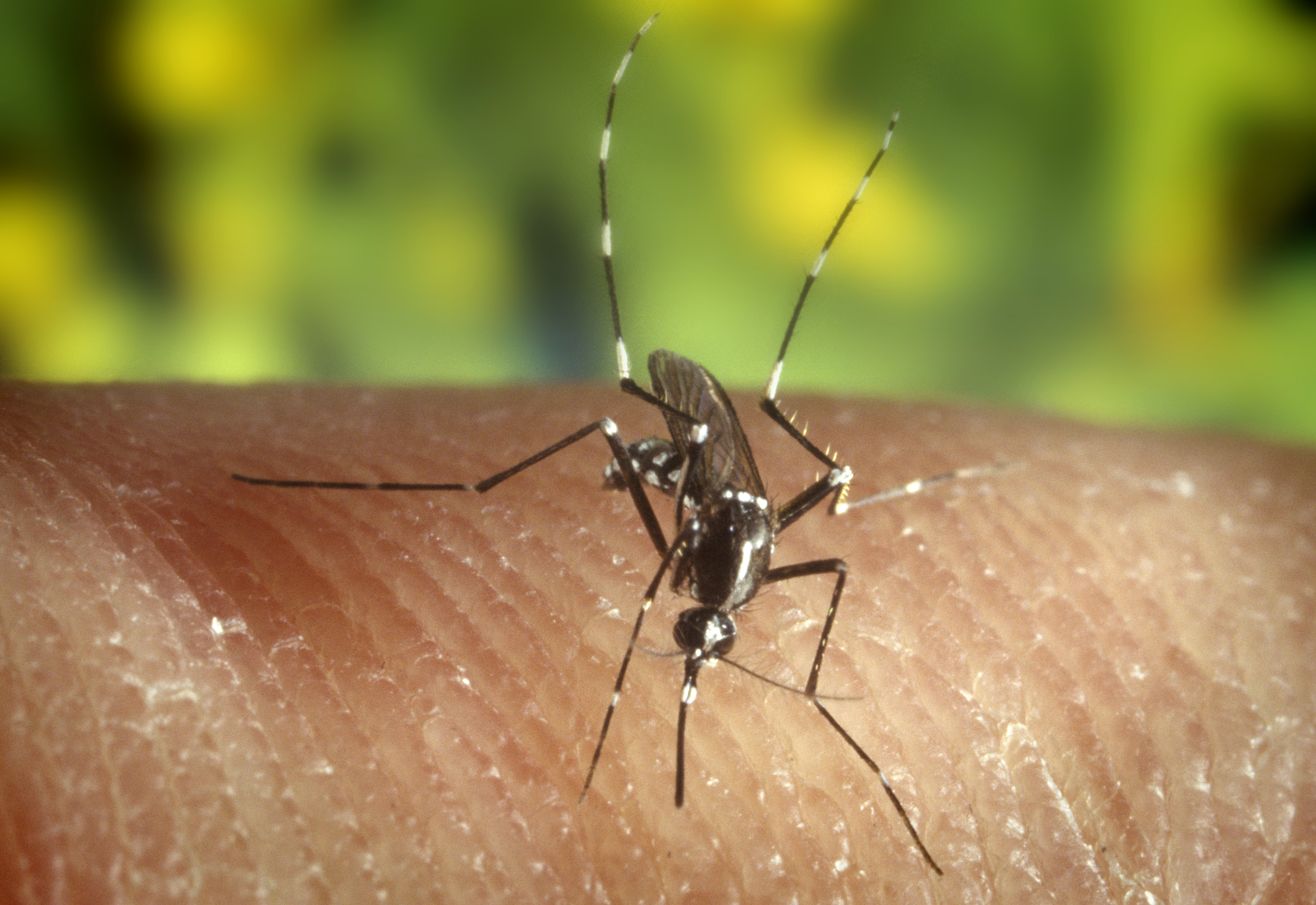
Apparition du moustique tigre en Amérique du Nord, une espèce invasive.

#### Modification des compétitions entre espèces
Une autre conséquence du développement de la présence humaine sur le globe est l'influence de l'introduction d'espèces exotiques, entrant en compétition avec les espèces locales (telles que la petite tortue de Floride offerte aux enfants, ensuite relâchée dans la nature, l'algue Caulerpa taxifolia en Méditerranée, ou encore l'invasion des lapins en Australie). Ces introductions sont souvent involontaires, disséminées par des bateaux ou avions. Certains craignent également l'influence que pourrait avoir la mise en culture de plantes génétiquement modifiées.

#### Multiplication de crises relatives à la biosûreté
Un indicateur de l'avènement généralisé d'une crise écologique concerne la prise de conscience de la multiplication de crises plus ou moins locales relatives à la biosûreté : parmi lesquelles la vache folle, les marées noires, l'apparition du sida, celle de la grippe aviaire, et l'augmentation des cas de cancer liés à l'exposition environnementale. Cette prise de conscience n'échappe pas à des phénomènes médiatiques qui viennent amplifier la dimension de peur et sur-évalue la notion de risque, parfois difficile à maîtriser. C'est par exemple le cas des annonces médiatiques de risques existants sur le phénomène de la grippe aviaire et ses conséquences, à l'automne 2005, qui ne s'est finalement pas avéré dans les faits. Ces phénomènes posent de nouvelles questions à nos gouvernements, car il devient difficile d'agir vite et de manière efficace, pour protéger au mieux les populations, dans un monde où les limites des données scientifiques sur la crise écologique nous fait évoluer dans un contexte d'incertitude.

#### Rythme élevé de disparition des espèces
Au-delà de la constatation de l'évolution des caractéristiques de la biosphère, les experts estiment que la disparition d'espèces se produit actuellement à un rythme très élevé. La destruction des milieux naturels, accompagnés de la dégradation des sols ont eu un impact sur la biodiversité (flore et faune), entraînant la disparition ou la raréfaction de nombreuses espèces, telles que le loup, l'ours brun, le bison, le lynx. Cependant, d'autres espèces ont pu prospérer dans les nouvelles niches écologiques. Depuis quelques années, la surpêche provoque également de graves déséquilibres dans les milieux marins. Ainsi, de nombreuses espèces de requin sont en voie de disparition. Or, ces prédateurs sont les régulateurs ultimes des écosystèmes marins… dont dépendent à leur tour les écosystèmes terrestres. Ce déséquilibre pourrait, entre autres, conduire à la prolifération des petits poissons, et à la raréfaction des algues, qui selon les estimations, apportent soit la moitié, soit les deux tiers du dioxygène présent dans l'atmosphère.
Le développement des villes a réduit les aires de répartition des espèces, mais a pu en favoriser d'autres (présence de parcs et jardins). Certaines espèces animales ont mis à profit l'existence des gares, des églises, des souterrains. Cependant, de nombreux animaux disparaissent écrasés sur les autoroutes, noyés dans les canaux, ou assommés contre des vitres.

#### Facteur déclencheur de conflits armés
L’environnement a été un des facteurs déclencheurs du génocide rwandais. Le Rwanda a vu sa population passer de 1,9 million de personnes en 1948 à plus de 7,5 millions personnes en 1992. Une population aussi élevée sur ce petit territoire a fait du Rwanda l'un des pays les plus densément peuplés d'Afrique. La quantité de terre disponible pour l’agriculture vivrière a diminué considérablement, laissant une large frange de la population sans terre et sans emploi.

## Causes de la crise globale

### Facteurs de la crise écologique
Les causes de la crise écologique actuelle semblent être le produit du développement de plusieurs facteurs, dont il est difficile d'établir et de dater les causes. Les causes majeures de l’effondrement actuel de la biodiversité sont au nombre de quatre, la première en expliquant à elle seule les deux tiers : la destruction et la pollution des habitats. Les autres causes sont la surexploitation des ressources naturelles, la dissémination anarchique d’espèces partout sur la planète (la « roulette écologique »), certaines devenant des espèces invasives, enfin le changement climatique. Il est ainsi acquis que l'activité de l'espèce humaine en est la première explication.
Pour Geneviève Férone, il y a une convergence de quatre facteurs écologiques liés les uns aux autres qui peuvent engendrer un krach écologique global, prévisible vers 2030 si aucune mesure drastique n'est prise d'ici là :
- le réchauffement climatique qui pourrait atteindre +2, 7 voire au-delà de 3°C au cours du siècle
- le passage de la population mondiale à 8,2 milliards d'habitants ;
- la surconsommation venant des besoins croissants de ces habitants désirant une consommation proche du modèle occidental ;
- la crise énergétique liée à l'épuisement des ressources pétrolières.

Selon elle, seuls une politique mondiale volontariste et un changement des modes de vie à court terme, suivis de progrès scientifique et de développement à long terme pourraient éviter un épuisement de la chaîne alimentaire, des famines, des ruptures sociales et des guerres.

### Cause humaine
Ce qui est plus récent toutefois, est l'impact dû à une seule et unique espèce sur la biosphère : l'espèce humaine. L'homme, prédateur omnivore, a longtemps été un simple élément parmi les autres au sein des écosystèmes naturels. Grâce à ses acquisitions technologiques et à un fort accroissement démographique, l'homme est la seule espèce dont l'activité a une influence majeure sur son milieu de vie. Le début de cette influence date des débuts de l'agriculture, au Néolithique. Alors qu'il a longtemps été négligé par les écologistes, l'écologie humaine considère à présent l'homme comme un facteur écologique nouveau et étudie l'impact de son activité sur son environnement de vie.
L'espèce humaine se différencie des autres espèces vivantes à différents titres :
- l'espèce a migré et colonisé pratiquement tous les continents. À de rares exceptions près (milieux extrêmement froids ou très arides), l'homme s'est répandu sur la totalité de la surface terrestre.
- Anthropisation : l'homme modifie son environnement de vie volontairement et consciemment (avec l'agriculture, l'homme modifie le paysage, fait reculer presque irréversiblement la forêt pour construire des villes à la place; il remplace certaines communautés de végétaux par des écosystèmes artificiels, les champs, ou les prés)[12].
- l'homme perturbe les équilibres de la biosphère et de la biodiversité par le biais de son activité agricole et industrielle (par exemple en libérant de grandes quantités de phosphates, sous forme d'engrais ou de lessives, phosphates responsables de l'eutrophisation de certains milieux aquatiques);
- l'homme est la seule espèce dont l'activité en un point du globe peut avoir des conséquences en un point complètement différent (par exemple, l'émission des gaz à effet de serre par les pays développés est jugée responsable d'une certaine partie du réchauffement climatique, qui pourrait lui-même aboutir à la disparition du Bangladesh ; voir aussi le passage du nuage radioactif provenant de l'explosion de la centrale de Tchernobyl au-dessus d'une bonne partie de l'Europe qui est responsable de contamination encore aujourd'hui).

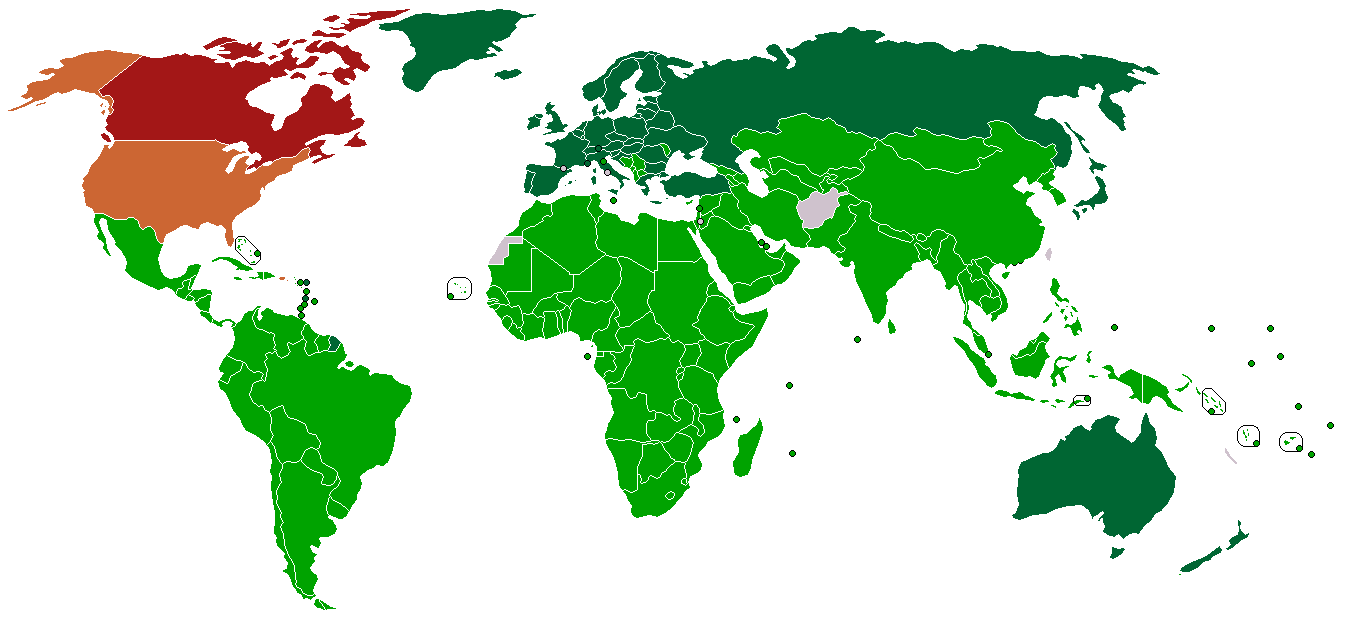
Participation au protocole de Kyoto en janvier 2011 :
Pays ayant ratifié le protocole
Pays signataires refusant pour l'instant de le ratifier
Pays s'étant retiré du protocole
Pays encore non signataires

Si l'activité anthropique est aujourd'hui jugée majoritairement responsable de ce qu'il est devenu courant d'appeler « la crise écologique globale », l'espèce humaine est aussi la seule espèce qui agisse consciemment et délibérément pour essayer de restaurer certains équilibres globaux (par exemple, par le biais de protocoles internationaux, tels que le protocole de Kyoto). Pour de nombreux spécialistes, le maintien de la biodiversité est la condition sine qua non pour la survie de la biosphère, d'où la multiplication de conférences relatives à la biodiversité.
Selon la thèse « Les racines historiques de notre crise écologique » de l'historien Lynn White, l'origine de la crise écologique vient en partie de la chrétienté occidentale et médiévale qui s'est basée sur le récit biblique anthroposophique du livre de la Genèse invitant l'homme à dominer la nature (interprétation dite « despotique »)[pas clair]. D'autres passages de la Genèse peuvent cependant s'analyser autrement : toutes les créatures disposent d'une valeur intrinsèque (interprétation dite de l'« intendance ») et l'homme est invité à « cultiver et garder » le jardin du monde ; l'humanité (qui a la même racine qu'humus) est issue de la Terre (en hébreu ha-adama « la terre », « la glaise », qui a donné Adam) comme toutes les autres espèces et ne peut donc se prévaloir d'une quelconque supériorité (interprétation dite « citoyenne »).
Un article publié dans la revue Nature du 7 juin 2012, signé de 22 scientifiques, et intitulé « Approaching a state shift in Earth's biosphere », met en évidence le risque, à échéance de quelques décennies, d'un basculement brutal de l'écosystème mondial de son état actuel vers un état complètement différent, qui pourrait entraîner une extinction massive des espèces et des conséquences dramatiques pour l'espèce humaine. Il explique que les perturbations considérables apportées par les activités humaines aux écosystèmes et à leurs processus de régulation approchent des seuils au-delà desquels des changements brutaux et irréversibles pourraient se produire. Les actions préconisées pour se prémunir contre ces risques sont, outre l'amélioration de la prospective biologique par la détection des signes précoces de transitions critiques et des boucles de rétroaction qui les renforcent, la réduction du taux de croissance de la population et de la consommation par tête, l'augmentation rapide de la part des énergies autres que fossiles dans les bilans énergétiques, l'amélioration des rendements agricoles au lieu de la mise en culture de nouvelles terres, la préservation des réservoirs de biodiversité. Le journal Libération a consacré un dossier à cet article le 10/08/12.
Cependant, le processus menant à la crise écologique globale a des origines anciennes. En effet, la responsabilité de l'Homme dans les extinctions de Mégafaune en Australie (marsupiaux et oiseaux géants ; environ 40 000 à 20 000 ans avant aujourd'hui), à Madagascar (éléphants et hippopotames nains, lémuriens géants ; environ 1 500 ans avant aujourd'hui), dans l'hémisphère nord (mammouth, aurochs, bisons, etc. ; entre 4 000 et 12 000 ans avant aujourd'hui) fait de moins en moins de doute. Ces extinctions emblématiques ne tiennent pas compte de l'immense impact de l'agriculture qui a contribué à évincer la quasi-totalité de populations de grands prédateurs et de grands herbivores : on estime que la biomasse « sauvage » est passée en moins de 10 000 ans (ordre de grandeur de la durée du processus de développement de l'agriculture jusqu'à aujourd'hui) d'un rapport d'environ 100 pour 1 à un rapport de 1 pour 100 rapporté à la biomasse « domestique ». Les extinctions en masse directement liées à la prédation humaine en cours (océans, hautes latitudes) sont tout aussi massives. Il est donc à craindre un effondrement global et brutal des écosystèmes dont la vie humaine dépend et nombre de chercheurs estiment de moins en moins improbable l'extinction de l'Homme au cours du XXIe siècle.

### Origines philosophiques et religieuses
Toutefois, l'impact de la crise écologique aurait fortement augmenté au milieu du XIXe siècle, puis au XXe siècle, d'une part en raison de l'augmentation de la population totale (voir aussi transition démographique), d'autre part en raison du développement économique et industriel de la seconde moitié du XXe siècle (voir aussi décroissance et développement durable). L'origine de cette crise vient aussi de la crise sociale engendrée par l'individualisme contemporain.
C'est pourquoi de nombreux penseurs religieux voient les principales causes de la crise dans un changement de paradigme survenu à la Renaissance, et plus encore à partir du XVIIe siècle avec la naissance de la science moderne et le développement consécutif des techniques issu de la révolution industrielle :
Selon Jean Bastaire, la crise écologique globale trouverait son origine dans la philosophie de Descartes, selon laquelle l'homme devait se « rendre comme maître et possesseur de la nature » (Discours de la méthode, Sixième partie).
Cette analyse est corroborée par Fabien Revol dans son commentaire de l'encyclique Laudato si’ du pape François, qui voit dans la globalisation du paradigme technocratique la cause de la crise écologique. Selon ce théologien en effet, la philosophie mécaniste de Descartes serait la racine historique de la crise écologique que nous traversons. En effet, dans le dualisme cartésien entre le corps et l'esprit, la « res extensa » (chose étendue) est dépourvue d'esprit, et elle n'est définie que par ses mesures physiques, ses dimensions quantifiables, et la position que ses objets occupent dans l'espace (le repère cartésien). Il est alors possible d'appliquer des lois mathématiques pour transformer la nature, et les hommes peuvent se rendre « comme maîtres et possesseurs de la nature », avec l'illusion d'une disponibilité infinie des biens de la planète. Les hommes auraient ainsi été poussés à surexploiter les ressources naturelles.
Vittorio Hösle va dans le même sens : il pense que la rupture entre l'homme et la nature s’est pleinement réalisée avec Descartes par l'établissement d’un rapport d'opposition entre la res cogitans (chose pensante) et la res extensa (chose étendue). « [ce] divorce, dit Hösle, va servir de fondement aux sciences modernes de la nature ». Cette vision dualiste de la relation homme-nature constitue l'aboutissement d'un processus qui va dans le sens d'une tendance de la subjectivité à s'élever au-dessus du monde.
Selon Michel Maxime Egger, les origines de la crise écologique remontent au paradigme de la modernité occidentale, apparu à la fin du Moyen Âge. À ce moment-là, les modes de représentation de la nature, de l'être humain et de Dieu ont changé. Dieu a été expulsé hors de la nature, pour laisser place à une vision dualiste.
Selon le théologien orthodoxe Jean-Claude Larchet, qui appuie son argumentation sur une analyse des écrits des Pères de l'Église (notamment de saint Maxime le Confesseur), les fondements spirituels de la crise écologique sont à chercher dans un changement de paradigme qui s'est produit à la Renaissance, en particulier dans les éléments suivants : l'humanisme, le naturalisme, le rationalisme, l'individualisme, la conquête du Nouveau Monde, le dualisme âme-corps, la mécanisation des corps, le Dieu horloger lointain.
Le pape François, dans l'encyclique Laudato si' (juin 2015), dénonce les menaces qui pèsent sur la Terre, la maison commune. Quand il en recherche les causes, il désigne l'anthropocentrisme moderne comme cause humaine première de laquelle découle une seconde, l'hégémonie du modèle technocratique. Ces deux causes entraînent l'individualisme, le relativisme, le consumérisme, actuellement manifestes dans les sociétés techniquement avancées, et qui sont les causes humaines immédiates des méfaits subits par la Terre. Selon Michel Mahé, cette forme d'anthropocentrisme dévié résonne avec l'attitude et le projet philosophique de Descartes.
Pour le philosophe iranien Hossein Nasr, considéré comme le fondateur de l’écologie en terre musulmane, « la crise écologique n'est qu'une externalisation d'un désarroi intérieur […] dû en grande partie aux diverses applications de la science moderne. […] À la suite de la perte de la vision de l’univers propre à la Chrétienté médiévale, […] cette science ignore ou nie l’existence d’une réalité qui transcende l’aspect matériel de la nature ».

### Origines économiques
Plusieurs voix se sont élevées pour exprimer une critique environnementale du capitalisme. Ces voix ont pu augmenter au tournant du XXIe siècle, après la définition par l'ONU du développement durable.
Comme Jean-Marc Jancovici le souligne, la révolution industrielle est la cause essentielle du réchauffement climatique actuel ; l'utilisation massive d'énergies fossiles (charbon puis gaz naturel et pétrole) ayant accumulé dans l'atmosphère une quantité importante de gaz à effet de serre.
André Gorz affirme également de son côté un lien structurel entre la crise écologique et la surconsommation induite par le capitalisme et le mode de vie occidental.
Cette relation entre crise écologique et surconsommation est corroborée par le rapport du député Jacques Le Guen « protection des forêts tropicales et de leur biodiversité, contre la dégradation et la déforestation ». Crises environnementales et crises socio-économiques sont aussi susceptibles de s'influencer mutuellement et de générer un cercle vicieux.
Le philosophe Serge Audier voit dans le productivisme l'origine de la crise écologique. Ce modèle prend sa source dans les entreprises des saint-simoniens, les utopies des socialistes du XIXe siècle et chez Karl Marx, sans oublier les romans de Jules Verne.
Naomi Klein considère de son côté qu'il y a une incompatibilité de fond entre le capitalisme et le respect de l'environnement.

### Origines psychologiques
L'amnésie écologique stipule que chaque génération considère comme point de référence initial l'écosystème qu'elle a connu depuis sa naissance. La notion de naturalité évoluerait au fil des générations, au gré de la sélectivité de la mémoire des individus.